# Kastanjerugtangare
De kastanjerugtangare (Stilpnia preciosa synoniem: Tangara preciosa) is een zangvogel uit de familie Thraupidae (tangaren). 

## Verspreiding en leefgebied
Deze soort komt voor van oostelijk Paraguay tot zuidoostelijk Brazilië, Uruguay en noordoostelijk Argentinië.